# Sanzana
Sanzana est une commune du Mali, dans le cercle et la région de Sikasso.
Le jeune le plus entrepreneur de Sanzana vient de la famille Ballo, il s’agit de Aboubacar SIDIKI BALLO, dans la famille de Babakala, fils de Tiozié et de agnès Cissé, C’est un jeune dynamique qui a plus d’une douzaine d’entreprise à travers l’Afrique majoritairement à Bamako, Dakar….
ABOUBACAR SIDIKI BALLO a fait ces études primaires à Sanzana, il est actuellement promoteur d’une grande entreprise informatique, EXPERT-LAB TECHNOLOGIE et aussi PETIT DUBAÏ, Orient’O Mali, Zanayegué Service, Sanza quincaillerie, Bakamara Soba…